# تپه بیکوس
تپه بیکوس مربوط به سدهٔ ۸–۶ ه‍.ق است و در شهرستان پیرانشهر، بخش مرکزی، دهستان منگور غربی، روستای بیکوس واقع شده و این اثر در تاریخ ۲۵ آبان ۱۳۸۷ با شمارهٔ ثبت ۲۳۵۹۹ به‌عنوان یکی از آثار ملی ایران به ثبت رسیده‌است.